# Gouvernement Jeunesse d'Haiti
 (décembre 2018).
Le Gouvernement Jeunesse d'Haïti (GJH) est un programme de simulation des fonctions du pouvoir exécutif en Haïti mis en place par l'Association des volontaires pour la démocratie (AVD), fondée le 24 janvier 2005. 

## Description
Le Gouvernement Jeunesse d'Haïti est un espace d'apprentissage, de socialisation et d'engagement politiques dédie aux jeunes d'Haïti. Avec sa mission pédagogique, son cadre n'est pas en soi une structure politique et de croisement de jeux d'intérêt de nature politique. Ce programme de l'Association des volontaires pour la Démocratie est un lieu de rassemblement exceptionnel pour les jeunes qui s’intéressent à l’avenir de la société haïtienne, à l’instauration de la démocratie. Le Gouvernement Jeunesse offre aux jeunes une occasion unique : Débattre des grandes questions qui les préoccupent suivant une approche futuriste, agir pour le meilleur, s’imprégner des hautes valeurs démocratiques, s’approprier des grandes aspirations nationales et des grands défis de demain, dans un cadre non partisan. Ce programme est devenu, depuis sa création, une activité d'éducation socio-politique ouverte pour toute la jeunesse haïtienne.

## Histoire

### Première édition
Le premier Gouvernement Jeunesse d'Haïti fut installé, par Alexandre Telfort et Carlin Michel, respectivement jeune-président et jeune-premier ministre, le 21 juillet 2008. Presque une année après, à la suite d'un long pèlerinage auprès des différents secteurs et institutions de la vie sociopolitique du pays, le premier gouvernement a été finalement reçu au Palais national le 24 juillet 2009, durant le mandat de René Préval. Cette visite au Palais national a permis aux vingt jeunes qui ont pris part à cette expérience de formation politique d'acquérir les principes de base en termes d'éducation politique. 
La première édition du GJH était ainsi composée :

Alexandre TELFORT Fils, Jeune-Président de la République
Carlin MICHEL, Jeune-Premier Ministre
« Jeune Cabinet Ministériel »
Daniela JACQUES, Jeune-Ministre des Affaires Etrangères
Claire Marie Valérie PIERRE-LOUIS, Jeune-Ministre des Affaires Sociales et du Travail
Enoch GARCON, Jeune-Ministre de l’Agriculture des Ressources Naturelles et du Développement Rural
Natanael NOEL, Jeune-Ministre de l’Intérieur et des Collectivités Territoriales
Rodney DARENARD, Jeune-Ministre de l’Education Nationale et de la formation Professionnelle
Joseph ELIZIAS, Jeune-Ministre de la Justice et de la Sécurité Publique
Thierry MICHEL, Jeune-Ministre de l’Environnement
Naphtala JANVIER, Jeune-Ministre de l’Economie et des Finances
Hebert Ulysse VINCENT, Jeune-Ministre de la Planification et de la Coopération Externe
Guardiny S. E. COLE, Jeune-Ministre des Travaux Publics et des Télécommunications
Farah FRANCOIS, Jeune-Ministre à la Condition Féminine et aux Droits de la Femme
Chebert LINDOR, Jeune-Ministre du Commerce et de l’industrie
Juna M. JOSEPH, Jeune-Ministre  de la Culture et de la Communication
Myrlande OLIVIER, Jeune-Ministre du Tourisme
Lenode GRACIA, Jeune-Ministre des Haïtiens Vivant à l’Etranger
Chenet TORRILUS, Jeune-Ministre de la Santé Publique et de la Population
Stanley VILMAR, Jeune-Ministre de la Jeunesse et aux Services Civiques
Rudolph MORTIMER, Secrétaire Général du Conseil des Jeunes Ministres

#### Deuxière édition
Pour la deuxième génération du Gouvernement Jeunesse d'Haiti, l'Association des Volontaires pour la Democratie (AVD) avait installé Chenet Torrilus et Lenode Gracia, respectivement comme jeune-président et jeune-premier ministre.  